# Dipodillus dasyurus
Dipodillus dasyurus là một loài động vật có vú trong họ Chuột, bộ Gặm nhấm. Loài này được Wagner mô tả năm 1842.